# Gunda Werner (Theologin)
Gunda Werner (* 1971 in Bonn) ist eine deutsche römisch-katholische Theologin und Hochschullehrerin. Sie ist Professorin für Dogmatik und Dogmengeschichte an der Katholisch-Theologischen Fakultät der Ruhr-Universität Bochum.

## Leben und Wirken
Gunda Werner studierte von 1992 bis 1994 Theologie und Philosophie an der Philosophisch-Theologischen Hochschule Münster (PTH Münster) und von 1994 bis 1998 Theologie an der Westfälischen Wilhelms-Universität in Münster. Von 1998 bis 2000 arbeitete sie in der Pflege und Seelsorge im Altenheim und Hospiz. Von 2001 bis 2003 war sie als Referentin für Religiöse Bildung im Erzbischöflichen Jugendamt Berlin und von 2003 bis 2005 im Weltjugendtagsbüro in Köln für die pastorale Vor- und Nachbereitung des Weltjugendtags tätig. Von 2005 bis 2008 arbeitete sie als Referentin in der Missionszentrale der Franziskaner in Bonn und von 2008 bis 2010 als Referentin im Zentralkomitee der deutschen Katholiken.
In den Jahren 1998 bis 2005 forschte sie an ihrer Dissertation und wurde 2005 zum Dr. theol. bei Thomas Pröpper und Zweitgutachter Udo Schmälzle mit summa cum laude promoviert. Eine Feldstudie führte sie 2010/11 auf eine 420 Tage dauernde Fahrradreise entlang der alten Seidenstraße von Bonn nach Japan. Sie war von 2012 bis 2016 Assistentin am Lehrstuhl für Dogmatik und Dogmengeschichte in Bochum. Sie ist die erste Frau, die sich an der Katholisch-Theologischen Fakultät der Ruhr-Universität Bochum 2015 habilitierte. Sie war danach Lehrstuhlvertreterin in Bonn und Bochum sowie Juniorprofessorin in Tübingen.
Ab dem 3. April 2018 lehrte sie als erste Professorin Dogmatik in Graz. Im Oktober 2019 wurde sie zur Institutsleiterin des Instituts für Systematische Theologie und Liturgiewissenschaft an der Katholisch-Theologischen Fakultät der Karl-Franzens-Universität Graz bestellt.
Seit dem 1. März 2022 ist sie Professorin für Dogmatik und Dogmengeschichte an der Katholisch-Theologischen Fakultät der Ruhr-Universität Bochum.

## Mitgliedschaften
- Von Mai 2019 bis September 2024 war Gunda Werner erste Vorsitzende von Agenda – Forum katholischer Theologinnen e. V.
- Gunda Werner ist seit 2023 im Vorstand von OutInChurch e.V.

## Publikationen

### Monographien
- Macht Glaube glücklich? Freiheit und Bezogensein als Erfahrung persönlicher Heilszusage. Verlag Friedrich Pustet, Regensburg 2005, ISBN 978-3-7917-1981-8.
- Die Freiheit der Vergebung. Eine freiheitstheoretische Reflexion auf die Prärogative Gottes im sakramentalen Bußgeschehen (= ratio fidei. Beiträge zur philosophischen Rechenschaft der Theologie, Band 59). Verlag Friedrich Pustet, Regensburg 2016, ISBN 978-3-7917-2779-0.
- zusammen mit Judith Hahn: Mercy and justice: a challenge for contemporary theology. Brill, Leiden 2019, ISBN 978-90-04-42685-6.
- Judith Butler und die Theologie der Freiheit. transcript, Bielefeld 2021.

### Herausgeberschaften
- Gerettet durch Begeisterung. Reform der katholischen Kirche durch pfingstlich-charismatische Religiosität? (= Katholizismus im Umbruch, Band 7). Herder, Freiburg 2018, ISBN 978-3-451-38087-7.
- mit Konrad Hilpert, Stefan Leimgruber und Jochen Sautermeister: Sexueller Missbrauch von Kindern und Jugendlichen im Raum von Kirche. Analysen – Bilanzierungen – Perspektiven (= Quaestiones disputatae, Band 309). Herder, Freiburg 2020.
- mit Bernhard Grümme: Judith Butler und die Theologie: Herausforderungen und Rezeption. transcript, Bielefeld 2020.
- mit Ute Leimgruber: Gott. Macht. Öffentlich. Frauen im Spannungsfeld von Kirche und Öffentlichkeit (Kommunikative Theologie 22), Ostfildern 2021.
- mit Michael Brinkschröder, Jens Ehebrecht-Zumsande, Veronika Gräwe und Bernd Mönkebüscher: #OutInChurch – für eine Kirche ohne Angst. Herder, Freiburg 2022, ISBN 978-3-451-03367-4.
- mit Saskia Wendel und Jessica Scheiper: Ewig wahr? Zur Genese und zum Anspruch von Glaubensüberzeugungen (= Quaestiones disputatae, Band 332). Herder, Freiburg 2023.